# Tadeusz Jan Rychter

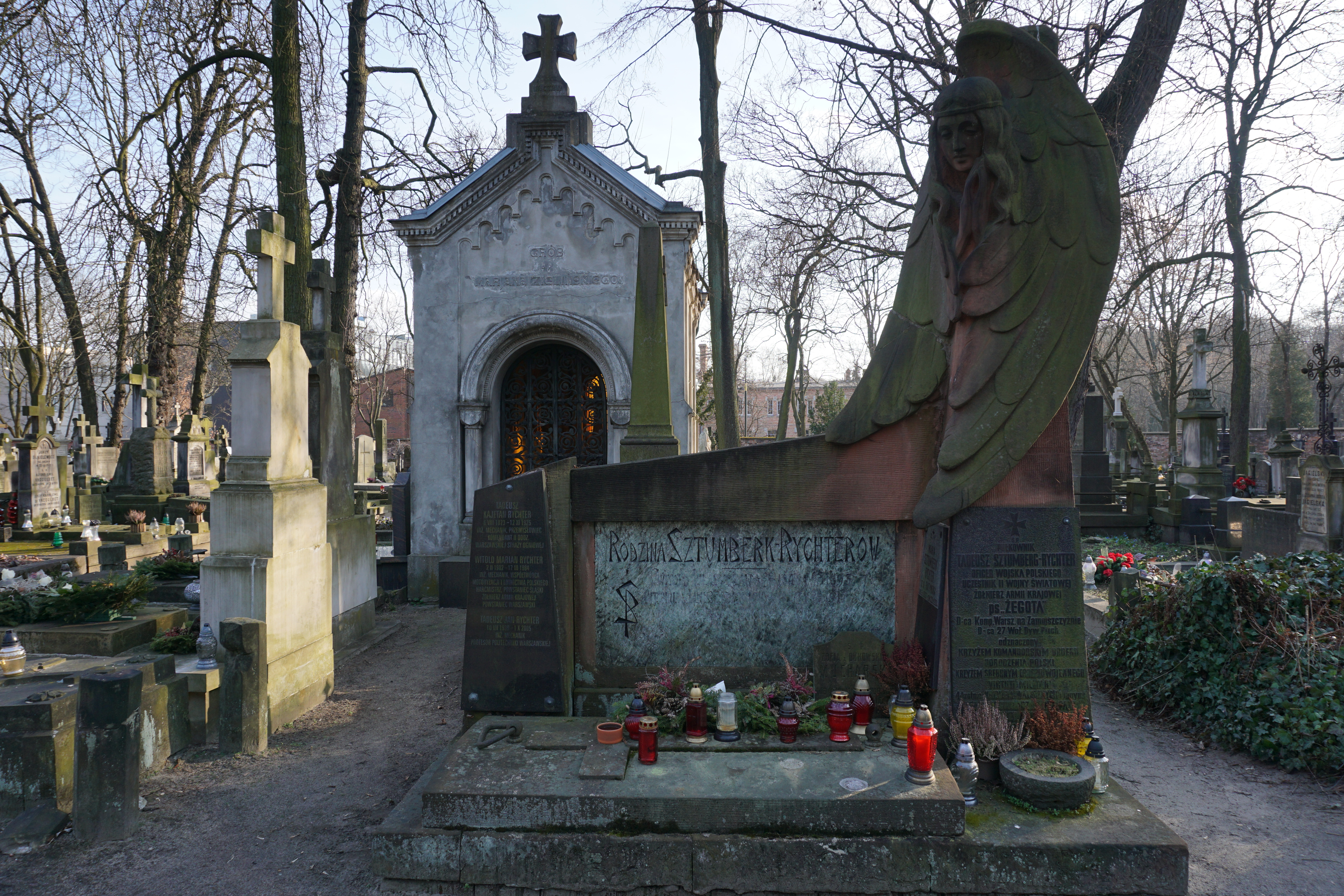
Grób rodziny Rychterów na cmentarzu Powązkowskim w Warszawie

Tadeusz Jan Rychter (ur. 10 lipca 1939 w Warszawie, zm. 1 października 2005 tamże) – polski uczony, specjalista w zakresie budowy i eksploatacji maszyn i silników tłokowych, profesor doktor habilitowany inżynier Wydziału Mechanicznego Energetyki i Lotnictwa Politechniki Warszawskiej. Kierowca wyścigowy, trzykrotny Mistrz Polski w kartingu.

## Życiorys
Syn Witolda Rychtera i Haliny z Czaplickich, studiował na Wydziale Maszyn Roboczych i Pojazdów Politechniki Warszawskiej. W 1961 uzyskał tytuł magistra inżyniera, w 1977 podczas pobytu w Stanach Zjednoczonych obronił doktorat w Stevens Institute of Technology w New Jersey, nostryfikował go rok później na Wydziale Mechanicznym Energetyki i Lotnictwa. Rozpoczął wówczas pracę w Zakładzie Silników Lotniczych Instytutu Techniki Cieplnej. W 1986 przedstawił na Wydziale Mechanicznym Energetyki i Lotnictwa rozprawę habilitacyjną, w 1993 uzyskał tytuł profesora, a w 2001 otrzymał stanowisko profesora zwyczajnego. W latach 1996–2002 pełnił funkcję Dziekana Wydziału MEiL, Prodziekana Wydziału MEiL. Przewodniczył Rektorskiej Komisji ds. Aparatury Naukowej, był zastępcą przewodniczącego Wydziału IV Nauk Technicznych Polskiej Akademii Nauk, członkiem zwyczajnym Towarzystwa Naukowego Warszawskiego, wiceprezydentem Międzynarodowej Federacji Ekspertów Samochodowych (FIEA), a także przewodniczącym Rady Zarządzającej Centrum Certyfikacji Rzeczoznawców Samochodowych oraz Prezesem Stowarzyszenia Rzeczoznawców Techniki Samochodowej i Ruchu Drogowego.
Poza pracą naukową pasjonował się wyścigami kartingowymi, był trzykrotnym Mistrzem Polski, autor książki Karting.
Pochowany na cmentarzu Powązkowskim w Warszawie (kw. 175, rząd 2, grób 1).